# إل. بيرغ هاريسون
إل. بيرغ هاريسون (بالإنجليزية: L. Birge Harrison) هو رسام أمريكي، ولد في 28 أكتوبر 1854 في فيلادلفيا في الولايات المتحدة، وتوفي في 1929 في الولايات المتحدة.